# Povlja
Povlja, także Povja – wieś w Chorwacji, w żupanii splicko-dalmatyńskiej, w gminie Selca, na wyspie Brač. W 2011 roku liczyła 332 mieszkańców.
Jest położona na północno-wschodnim wybrzeżu wyspy Brač. Lokalna gospodarka oparta jest na rolnictwie, rybołówstwie i turystyce. Funkcjonuje tu także kamieniarstwo. We wczesnym średniowieczu (przełom IX i X wieku) swój klasztor założyli tu benedyktyni. Opactwo zostało zlikwidowane w 1807 roku. W XVI wieku w Povlji wzniesiono zamek obronny.